# Malvièrs
Malvièrs (en francès Malviès) és un municipi francès situat al departament de l'Aude i a la regió d'Occitània.